# Castillo de San Pedro de la Roca

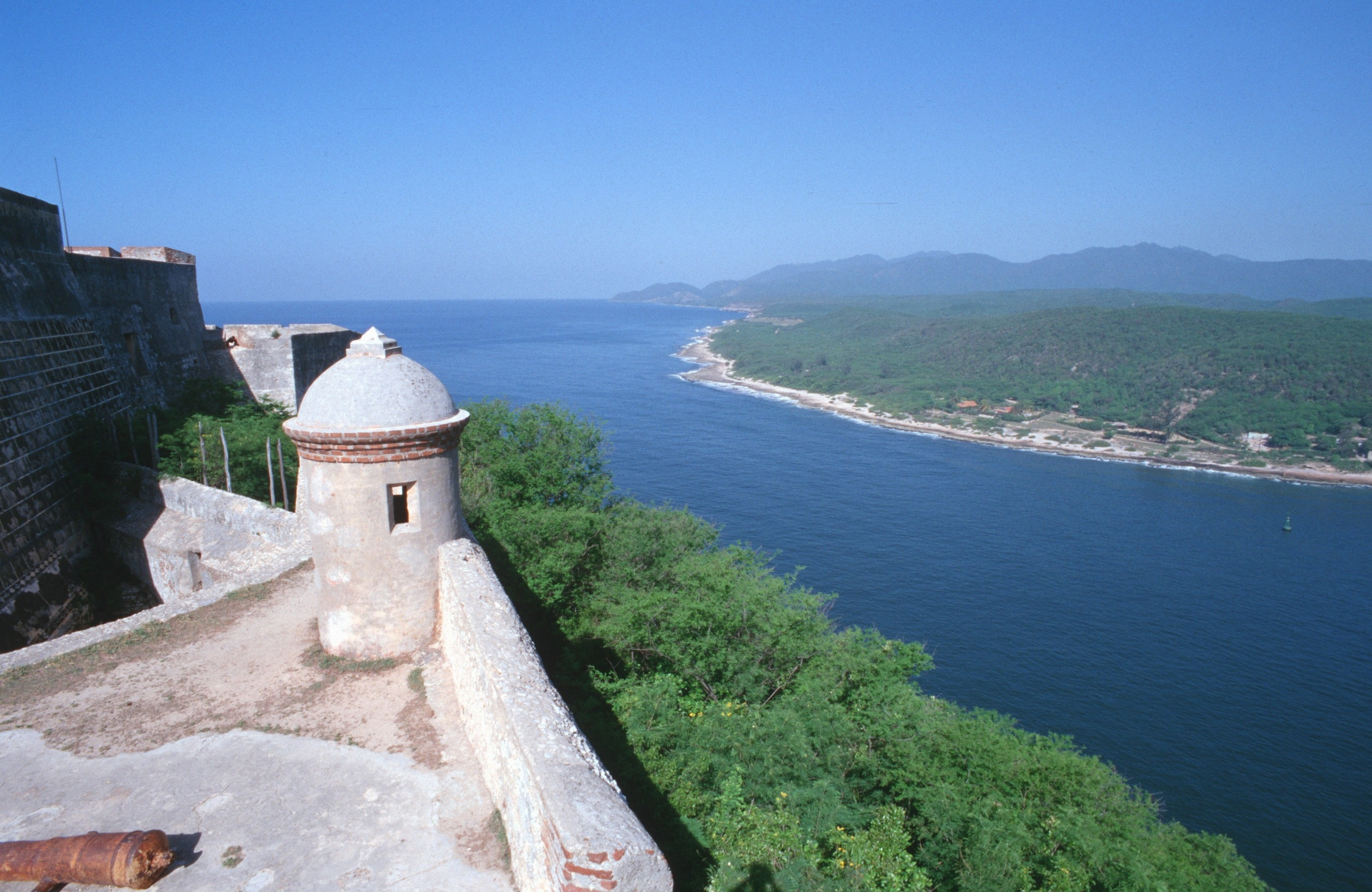
Blick von der Festung aus über die Bucht

Das Castillo de San Pedro de la Roca (umgangssprachlich auch Castillo del Morro – nicht zu verwechseln mit dem Castillo de los Tres Reyes del Morro in Havanna) ist eine Festung an der Küste etwa 10 km südwestlich der kubanischen Stadt Santiago de Cuba an der Mündung der Bahía de Santiago de Cuba zum Karibischen Meer.

## Geschichte
Die Festung wurde 1637 von Juan Bautista Antonelli (1585–1649) entworfen, einem in Madrid geborenen Nachfahren einer Familie von Militäringenieuren aus Gatteo in Italien. Sie war vom Gouverneur der Stadt, Pedro de la Roca y Borja, als Verteidigungsanlage gegen Piratenüberfälle konzipiert und sollte eine frühere, kleinere Befestigung aus den Jahren zwischen 1590 und 1610 ersetzen. Einige der Teile dieser früheren Befestigung wurden später in die neue Festung einbezogen.

Plan der Befestigungswerke

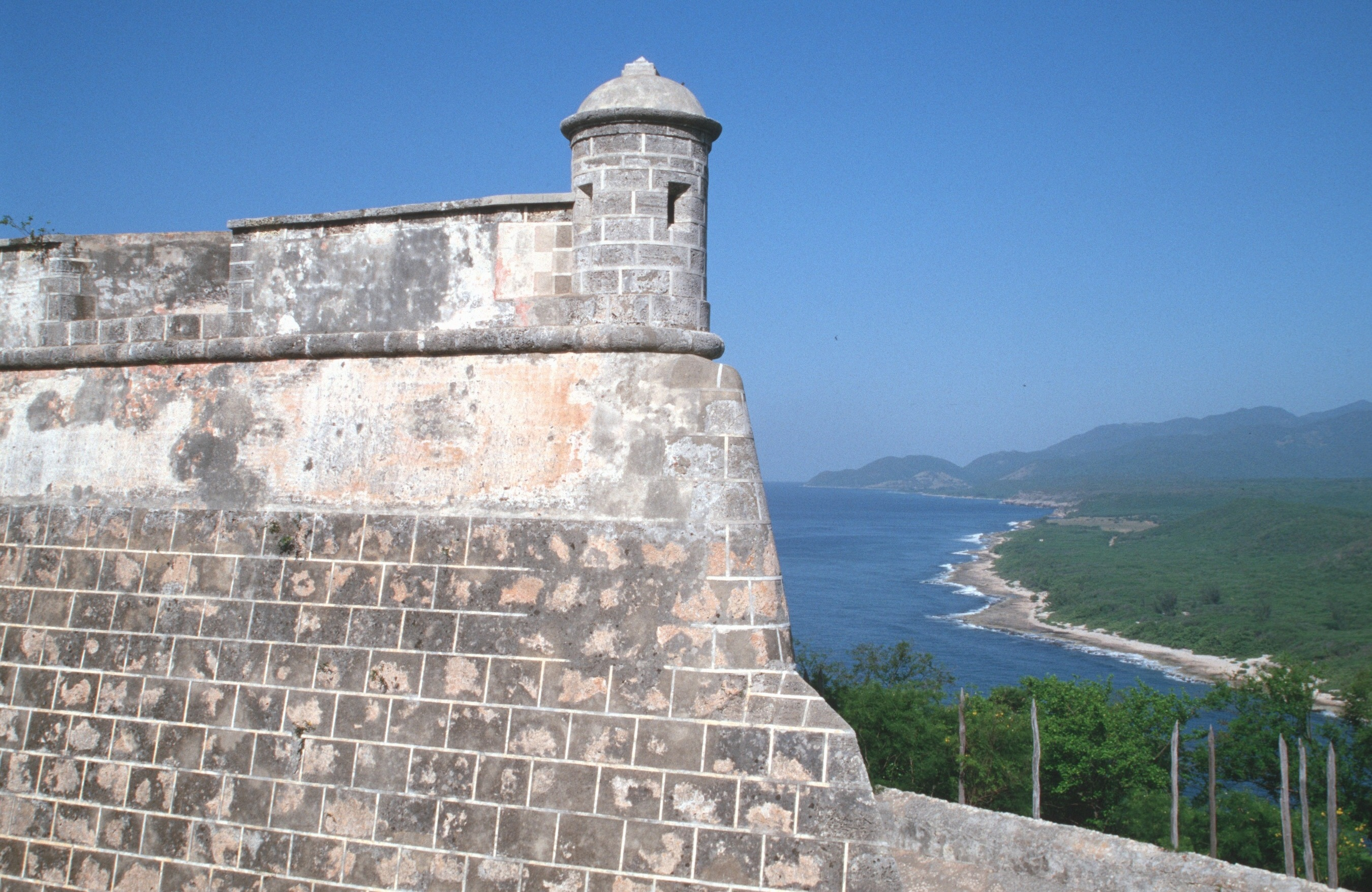
Eckbastion

Antonellis Entwurf passte sich der Lage der Festung an den steilen Flanken eines in die Bucht reichenden Vorsprunges – em morro, nach dem die Festung auch benannt ist – an. Die Festung wurde auf mehreren Terrassen errichtet. Es gab 4 Hauptebenen und drei große Bastionen für die Artillerie. Versorgungsgüter wurden über das Meer angeliefert und in einem großen, direkt in den Fels gehauenen Lagerhaus eingelagert oder zur Zitadelle auf der obersten Ebene geschafft. Der Bau der Zitadelle nahm 42 Jahre in Anspruch. Er begann 1683 und wurde mit mehreren Unterbrechungen 1700 beendet. Antonelli wurde 1645, kurz nach dem Start des Projektes, nach Kuba zurückgerufen um die zwei Festungen Fuerte del Cojimar und Fuerte de Santa Doratea de Luna de Chorrera zu entwerfen.
Die Angst vor Piratenangriffen war wohlbegründet. Noch 1662, während die Festung noch in Bau war, übernahmen englische Freibeuter für zwei Wochen die Kontrolle über Santiago und zerstörten während dieser Zeit einen Teil der Befestigung und erbeuteten die Artillerie.
Nachdem sie Santiago wieder verlassen hatten, ordnete die spanische Regierung den Wiederaufbau des zerstörten Teils der Festung an und verstärkten die Garnison auf 300 Mann. Zwischen 1663 und 1669 reparierten die Ingenieure Juan Císcara Ibáñez, Juan Císcara Ramirez und Francisco Pérez die Schäden und verbesserten die Befestigungen. Sie verstärkten die Flanken und bauten eine neue Artillerieplattform.
Die Festung verhinderte 1678 den Angriff einer französischen Flottille und schlug 1680 einen weiteren Angriff von 800 Mann unter Franquesma, dem Vizekommandeur der Filibustier der Antillen, zurück.
Zwischen 1675 und 1692 wurde die Festung von mehreren Erdbeben beschädigt. In den Jahren 1693 bis 1695 wurden daher unter Francisco Pérez Reparaturen vorgenommen. Weitere Arbeiten wurden 1738–1740 von dem Ingenieur Antonio de Arredondo durchgeführt, der die Zitadelle vergrößerte und einige der bislang unvollendeten Plattformen fertigstellte. Juan Martín Cermeño und Francisco Calderín nahmen letzte Änderungen am Bauwerk vor, nachdem es zwischen 1757 und 1766 erneut von Erdbeben beschädigt worden war.
1775 hatte die Angst vor Piratenangriffen nachgelassen und die Teile der Festung die als „der Fels“ (la Roca) und „der Stern“ (la Estrella) bekannt waren, wurden in ein Gefängnis für politische Gefangene umgewandelt. Der Rest der Festung blieb eine Militärbasis.
1898 wurde die Festung erneut benutzt, als die Flotte der Vereinigten Staaten während des Spanisch-Amerikanischen Krieges Santiago de Cuba angriffen.

### Weltkulturerbe
Während des 20. Jahrhunderts verfiel die Festung. In den 1960er-Jahren wurde sie unter Francisco Prat Puig restauriert. Seit 1978 ist die Festung als Museum zugänglich und wird seit 1979 als offizielles Nationaldenkmal geführt. 1997 wurde die Festung von der UNESCO unter der Nummer 841 zum Weltkulturerbe erklärt. Sie gilt als das besterhaltene und vollständigste Beispiel der spanisch-amerikanischen Militärarchitektur.

### Ansichten

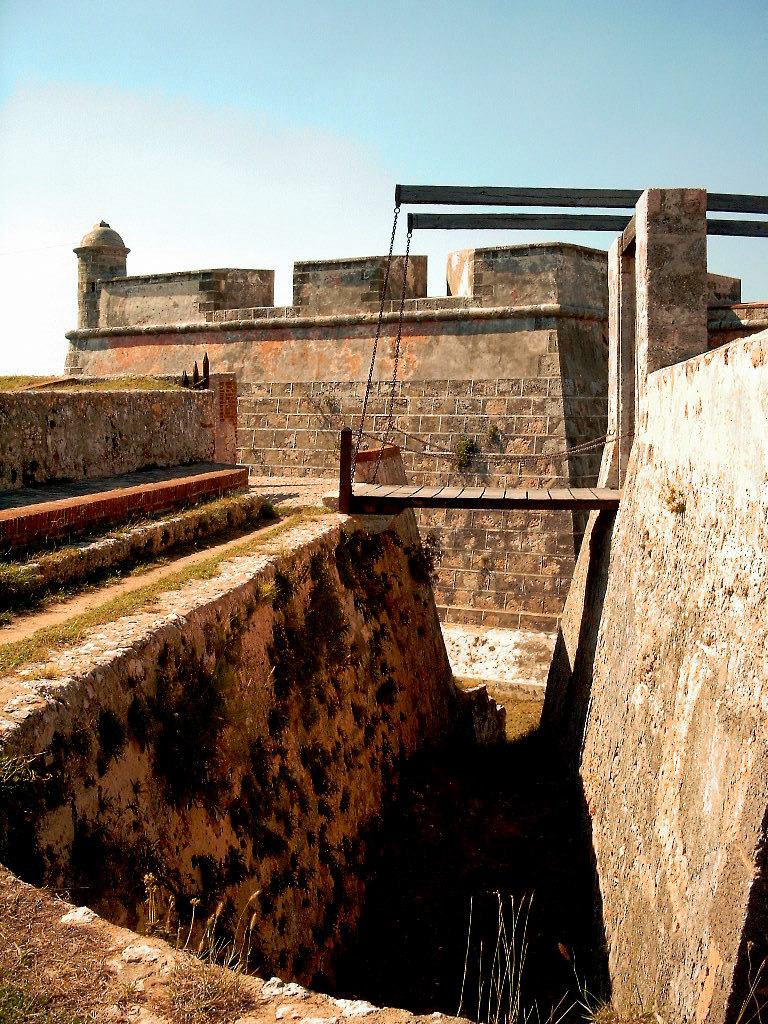
Castillo San Pedro de la Roca
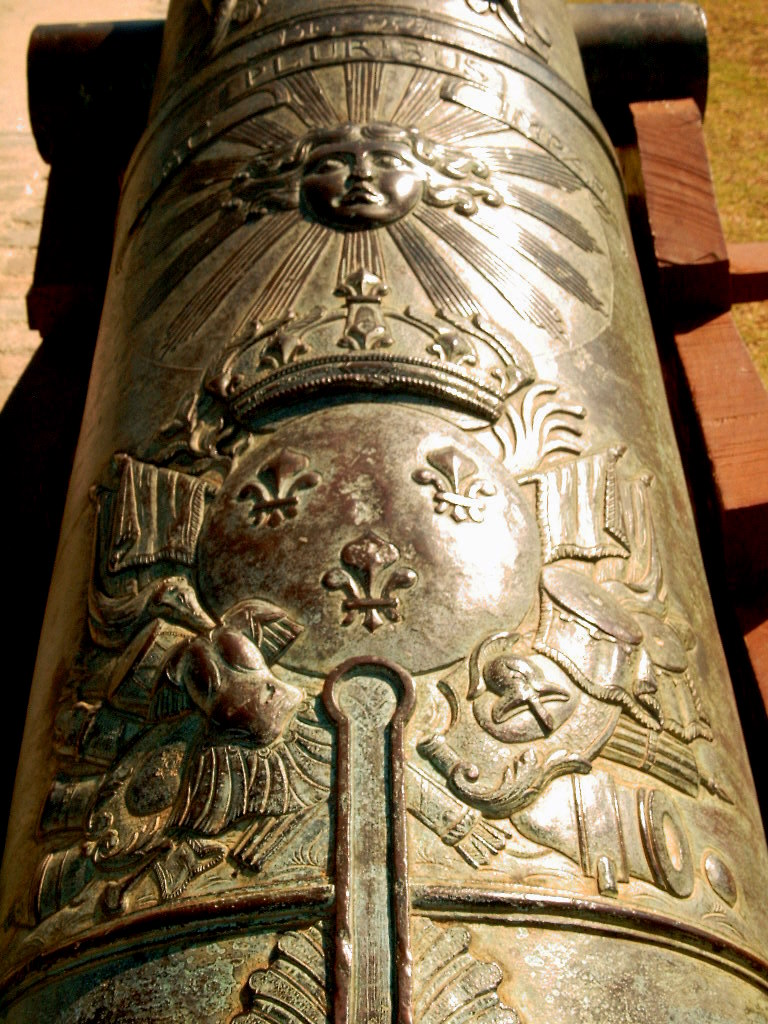
Castillo San Pedro de la Roca
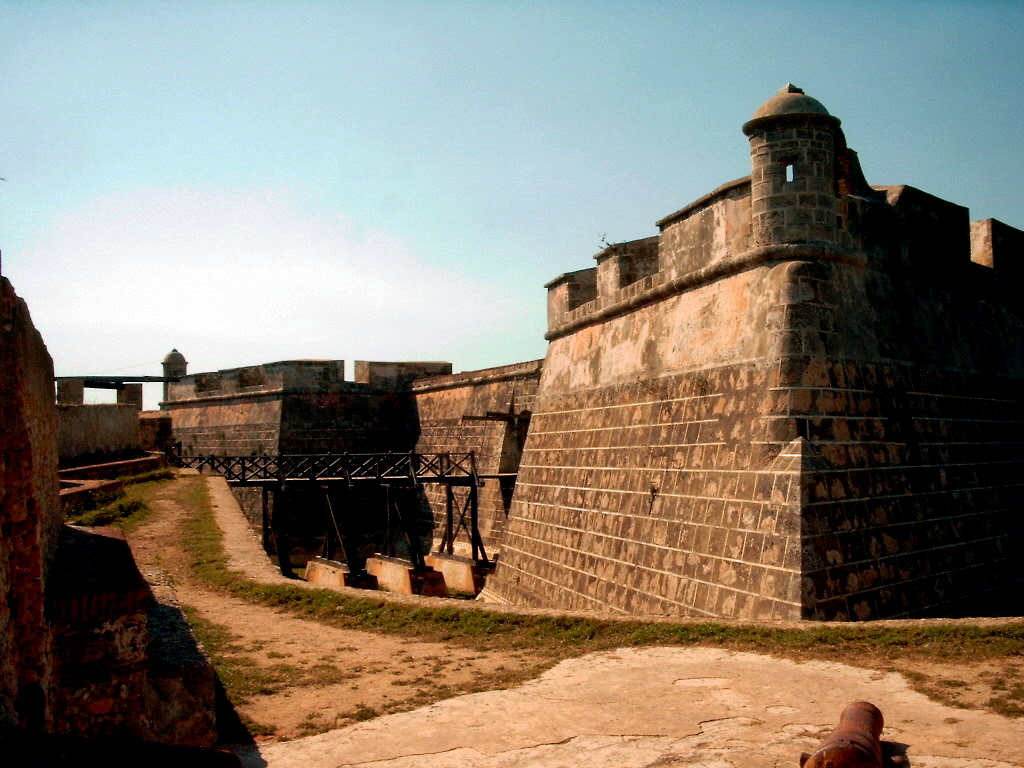
Castillo San Pedro de la Roca
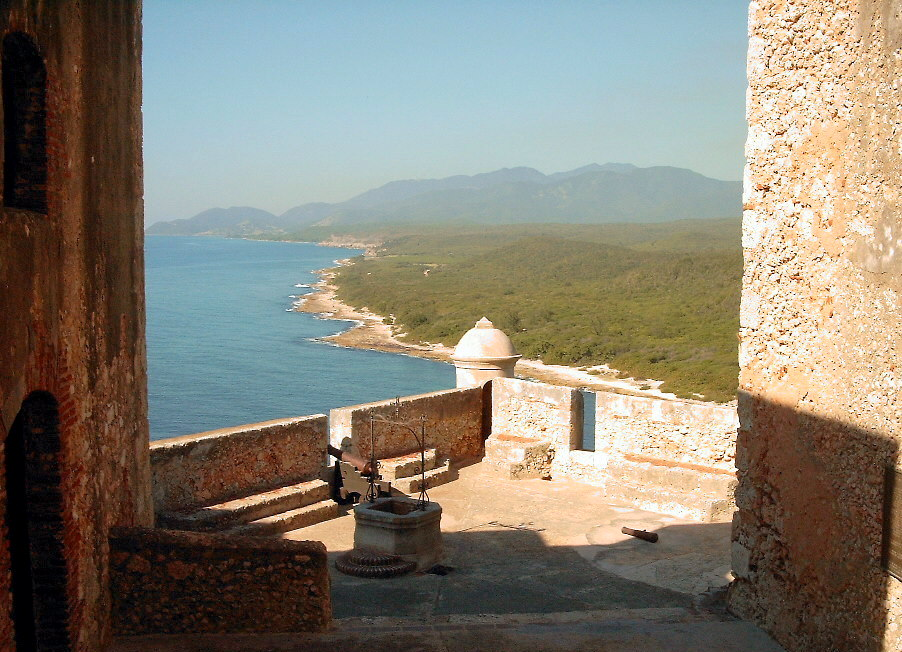
Castillo San Pedro de la Roca
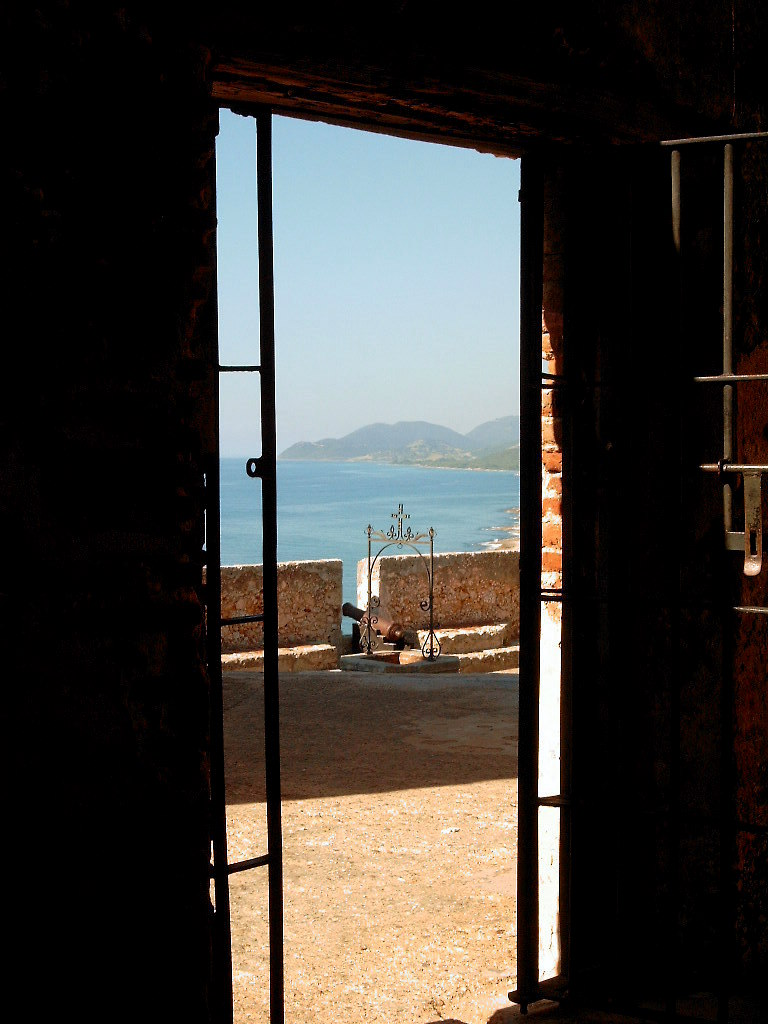
Castillo San Pedro de la Roca
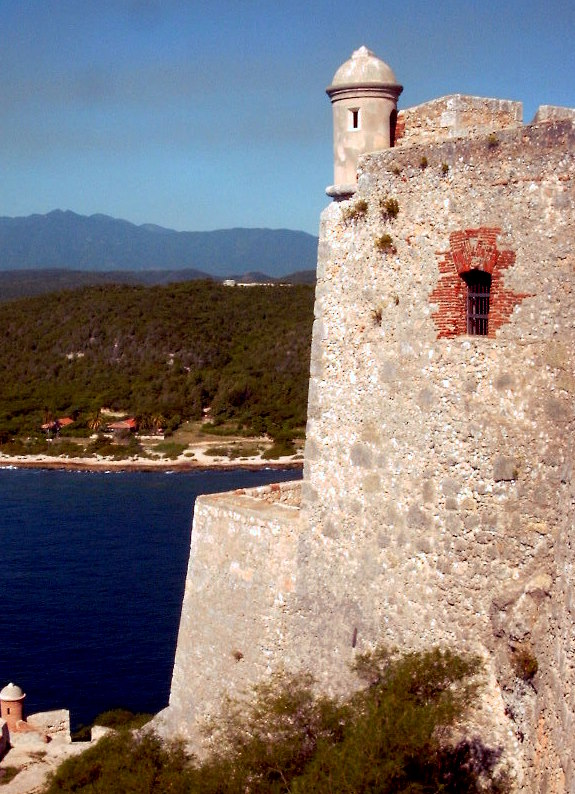
Castillo San Pedro de la Roca
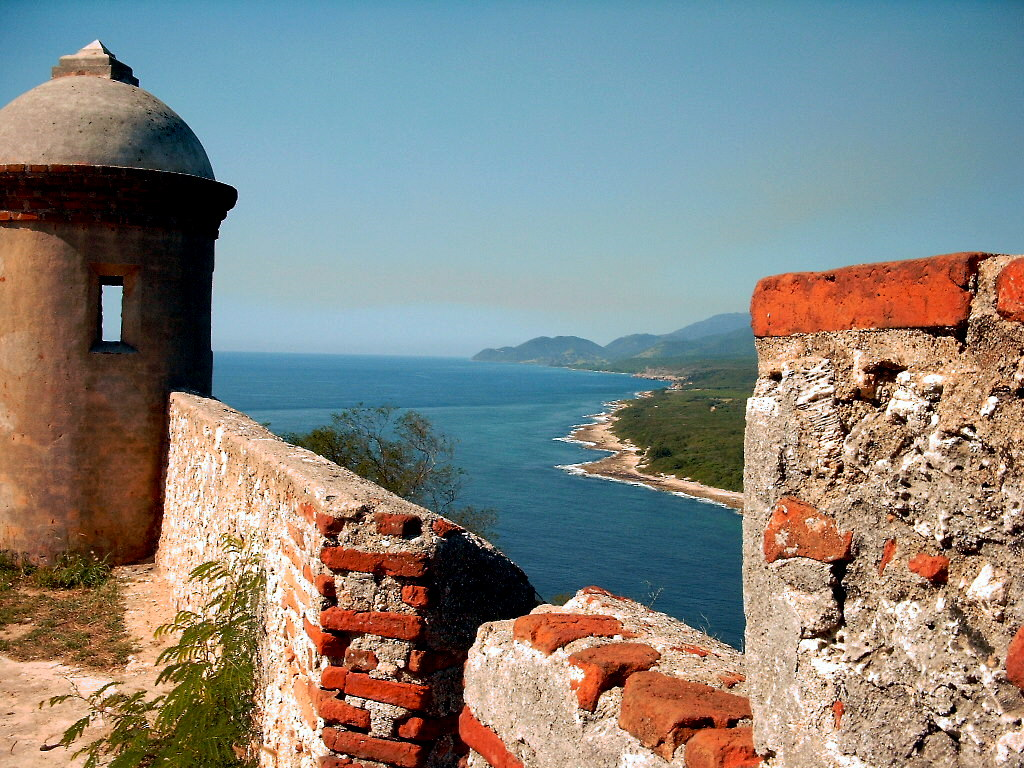
Castillo San Pedro de la Roca
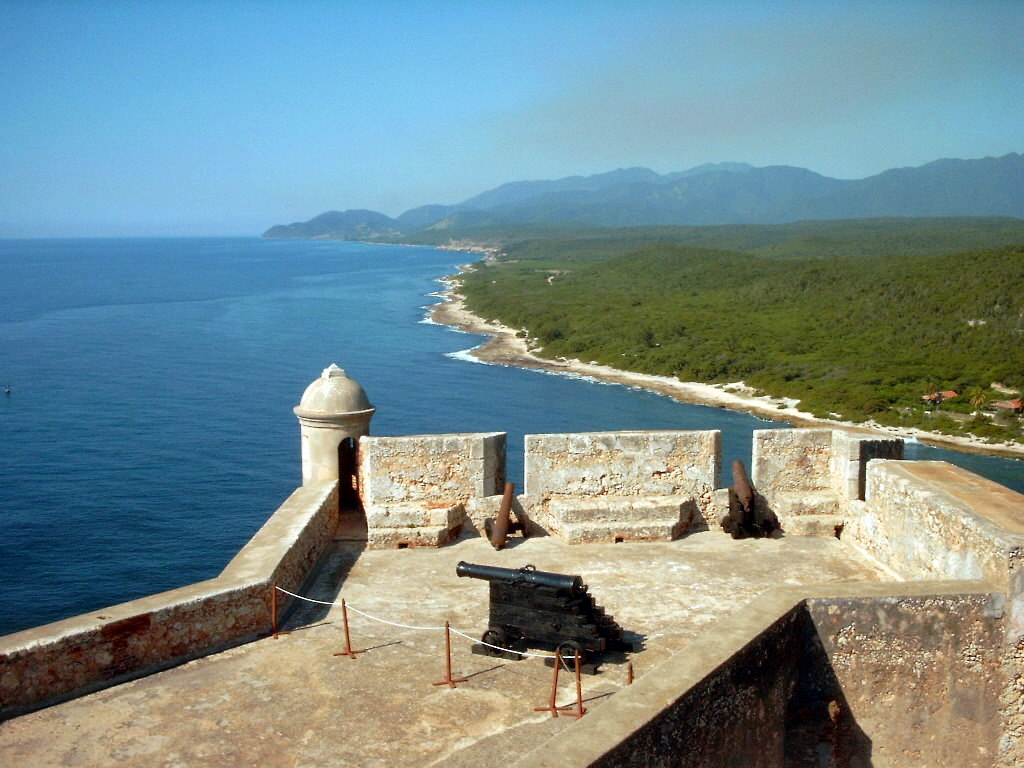
Castillo San Pedro de la Roca
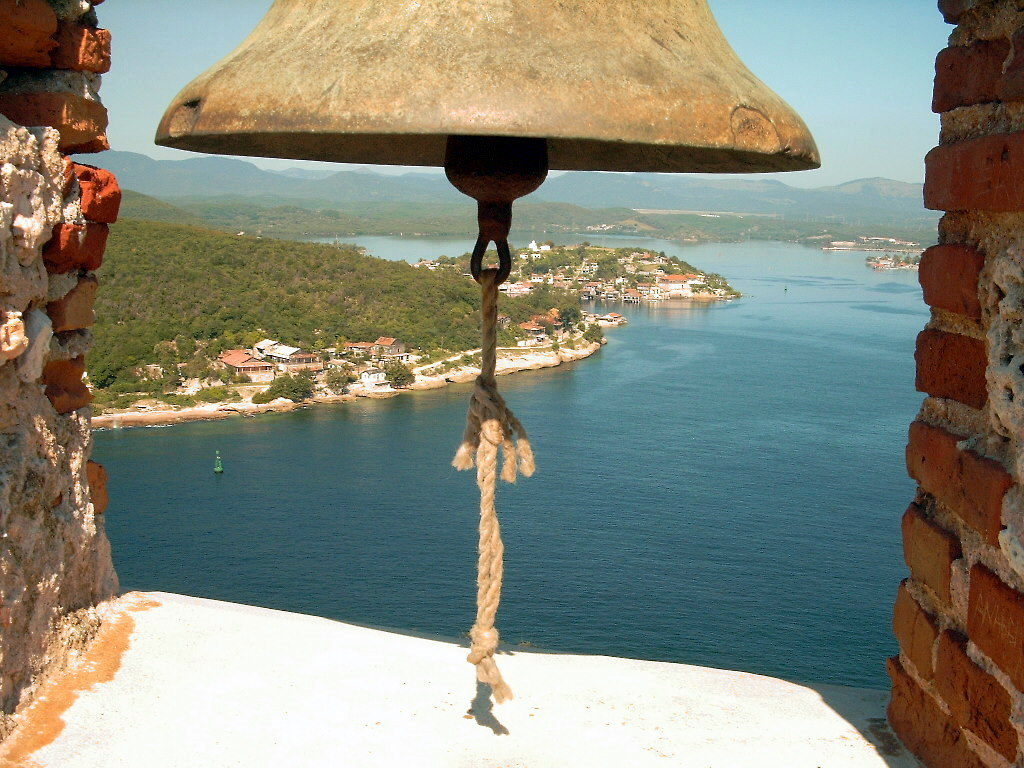
Castillo San Pedro de la Roca